# Porto da Carne
Porto da Carne is een plaats (freguesia) in de Portugese gemeente Guarda en telt 398 inwoners (2001).